# Język asturyjski
Język asturyjski (ast. asturianu lub bable) – jeden z języków zachodnioromańskich. Używany jest on w hiszpańskich prowincjach León, Asturia, Zamora i Salamanka oraz w portugalskiej prowincji Miranda do Douro.
Język ten wykształcił się z łaciny, jednocześnie wchłaniając cechy języków przedromańskich, którymi mówiono na obszarach należących do starożytnego plemienia Asturyjczyków.
Od roku 1980 prowadzone są starania, aby chronić i promować język asturyjski. W 1994 roku w Hiszpanii około 100 tysięcy osób używało asturyjskiego jako pierwszego języka, a następne 450 tysięcy – jako drugiego języka. Mimo to sytuacja tego języka jest dramatyczna – w ciągu ostatnich 100 lat znacząco zmalała jego liczba użytkowników. Język nie ma w Hiszpanii statusu języka oficjalnego, a jedynie status języka regionalnego lub mniejszościowego. Portugalia powzięła dodatkowe środki, by ten język przetrwał – oficjalnie uznała go jako język mirandyjski i wprowadziła jego nauczanie w szkołach.
Pod koniec dwudziestego wieku Akademia Języka Asturyjskiego podjęła starania zachowania tej mowy – przeprowadzono kodyfikację, wydano słowniki, leksykony gramatyczne, zaczęto publikować w nim czasopisma. Nowa generacja asturyjskich pisarzy zaczęła tworzyć swe dzieła w tym języku, przede wszystkim dzięki pomocy finansowej udzielanej przez rząd regionalny.

## Cechy językowe
Asturyjski jest językiem bardzo bliskim hiszpańskiemu (kastylijskiemu) i galicyjskiemu. 
W latach 80. XX w. Akademia Języka Asturyjskiego znormalizowała pisownię języka asturyjskiego, upodabniając ją do języka kastylijskiego. Przez to stosowane są niemal wszystkie reguły jak w standardowym hiszpańskim.

## Asturyjski w porównaniu z hiszpańskim

### Podobieństwa

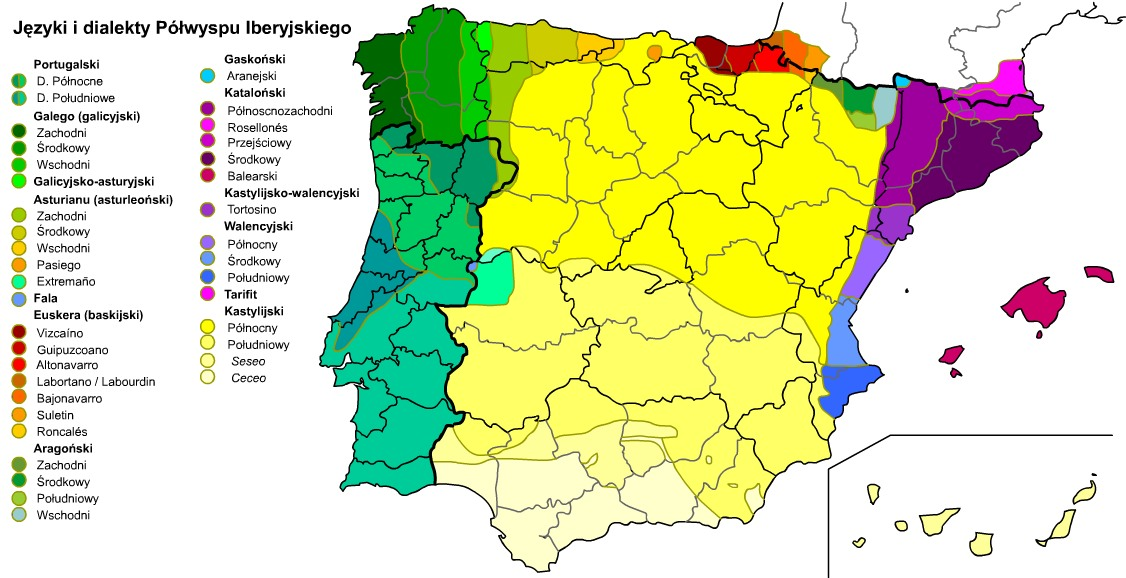
Języki i dialekty Półwyspu Iberyjskiego

Język asturyjski jest zbliżony do języka hiszpańskiego – posiadają mniej więcej 85% wspólnego słownictwa oraz bardzo podobną gramatykę. Dodatkowo, niemal wszystkie osoby posługujące się asturyjskim biegle władają językiem kastylijskim. Język asturyjski jest raczej starym dialektem j. hiszpańskiego niż odrębnym językiem. Jednak uważano go za język ze względów politycznych (partie regionalne).
Istnieją pewne słowa, które różnią się tematem w obu językach. Zdarza się też, że używa się obu tematów w każdym z języków, ale w jednym częściej niż w innym.

### Różnice
- Tam, gdzie w źródłosłowach łacińskich jest połączenie -ct-, hiszpańskiej literze c w połączeniach -ct- odpowiada w słowach asturyjskich u: hiszp. efecto – ast. efeutu (łac. effectus).
- Hiszpańskiej literze g przed e lub i odpowiada w słowach asturyjskich x: hiszp. algebraica – ast. alxebraica.
- Hiszpańskiej literze j:
  - odpowiada w słowach asturyjskich x o ile w łacińskich odpowiednikach jest i/j lub x: hiszp. ejemplo, joven, japonesa – ast. exemplu, xoven, xaponesa (łac. exemplum, iuvenalis, japonica).
  - odpowiada w słowach asturyjskich y z reguły tam, gdzie w łacińskich źródłosłowach jest li: hiszp. mujer, consejo – ast. muyer, conseyu (łac. mulier, concilium).
- Hiszpańskiej literze l przed samogłoskami często odpowiada podwójne l w słowach asturyjskich: hiszp. relación, lengua – ast. rellación, llingua. Trudno jednak sformułować jakąś regułę co do tej odpowiedniości. Na pewno nie podwaja się l w rodzajnikach ani w końcówkach -les liczby mnogiej.

Przyrostki:
| Język hiszpański                | Język asturyjski             | Uwagi                      |
| ------------------------------- | ---------------------------- | -------------------------- |
| -dad (l. poj.), -dades (l. mn.) | -dá (l.poj.), -daes (l. mn.) |                            |
| -logía                          | -loxía                       | W nazwach dyscyplin nauki. |

## Dialekty języka asturyjskiego
Język asturyjski obejmuje trzy główne dialekty – centralny („Bable”, ast. d'asturianu central), zachodni (ast. d'asturianu occidental) i wschodni (ast. d'asturianu oriental). Czasem uwzględnia się tutaj dialekt leoński, który jednak bywa uważany za wariant hiszpańskiego.
Ze 100 tysięcy ludzi używających asturyjskiego jako pierwszego języka, 50 tys. posługuje się dialektem centralnym, 30 tys. zachodnim, a 20 tys. – wschodnim.